# 1975 v športu
1975 v športu.

### Alpsko smučanje
Svetovni pokal v alpskem smučanju
- skupni zmagovalec / moški - Gustav Thöni, Italija[1]
- skupna zmagovalka / ženske - Annemarie Moser-Pröll, Avstrija[2]

### Ameriški nogomet
- Super Bowl IX – Pittsburgh Steelers zmagajo s 16-6 proti Minnesota Vikings

### Atletika
- Göteborg, Švedska - John Walker, Nova Zelandija postavi svetovni rekord v teku na miljo 3:49.4 in s tem postane prvi, ki teče pod 3:50

### Boks
- 1. oktober, Manila, Filipini - Muhammad Ali premaga Joe Frazierja po 14 rundah; po mnenju mnogih najspektakularnejši boksarski dvoboj vseh časov

### Hokej na ledu
- Svetovno prvenstvo v hokeju na ledu - Sovjetska zveza slavi pred Češkoslovaško, tretja je Švedska[3]
- NHL - Stanleyjev pokal - Philadelphia Flyers premagajo Buffalo Sabres s 4:2 v igrah

### Košarka
- Evropsko prvenstvo v košarki 1975 v Jugoslaviji:[4]
  - 1. Jugoslavija
  - 2. Sovjetska zveza
  - 3. Italija
  - Najboljši igralec - Krešimir Ćosić

NBA - Finale –
- Golden State Warriors premagajo Washington Bullets s 4:0 v zmagah, MVP finala je bil Rick Barry[5]

### Kolesarstvo
- Giro d'Italia - Fausto Bertoglio, Italija
- Tour de France - Bernard Thévenet, Francija
- Svetovno kolesarsko prvenstvo – Hennie Kuiper, Nizozemska

### Motošporti
- Formula 1 - Niki Lauda, Avstrija
- Indianapolis 500 - Bobby Unser, ZDA[6]
- Daytona 500 - Benny Parsons, ZDA
- 24 ur Le Mansa - Jacky Ickx & Derek Bell z Mirage GR8
- Rally Monte Carlo - Sandro Munari & Mario Manucci (oba Italija) Lancia Stratos HF
- CART serija - - A.J. Foyt, ZDA
- NASCAR prvenstvo - Richard Petty, ZDA

### Nogomet
- Pokal evropskih prvakov – Bayern München 2 - 0 Leeds United; kontroverzni finale na stadionu Parc des Princes, Pariz[7]
- Pokal pokalnih zmagovalcev - Dynamo Kiev 3 - 0 Ferencvaros, finalna tekma odigrana v  Baslu, Švica
- Pokal UEFA – Borussia Mönchengladbach 5 - 1 FC Twente
- Brazilija - Campeonato Brasileiro -  zmagovalec prvenstva - Internacional

### Tenis
Grand Slam - moški:
- 1. Odprto prvenstvo Avstralije - John Newcombe[8]
  2. Odprto prvenstvo Francije - Björn Borg
  3. Odprto prvenstvo Anglije - Arthur Ashe[9]
  4. Odprto prvenstvo ZDA - Manuel Orantes

Grand Slam - ženske:
- 1. Odprto prvenstvo Avstralije - Evonne Goolagong[10]
  2. Odprto prvenstvo Francije - Chris Evert
  3. Odprto prvenstvo Anglije - Billie Jean King[11]
  4. Odprto prvenstvo ZDA - Chris Evert

Davisov pokal
- finale: Švedska 3 - 2 Češkoslovaška[12]
- Dogodek leta ob igriščih: 18-letna Martina Navratilova, Češkoslovaška prebegne v ZDA

## Rojstva športnih osebnosti
- 7. januar - Mojca Suhadolc, slovenska alpska smučarka
- 11. januar – Rory Fitzpatrick, ameriški hokejist
- 11. januar - Trine Bakke-Rognmo, norveška alpska smučarka
- 23. januar - Ingeborg Helen Marken, norveška alpska smučarka
- 24. januar – Gianluca Basile, italijanski košarkar
- 25. januar – Gregor Cankar, slovenski atlet
- 25. januar – Tim Montgomery, ameriški atlet
- 11. februar – Yumileidi Cumbá, kubanska atletinja
- 17. februar – Vaclav Prospal, češki hokejist
- 18. februar – Keith Gillespie, severnoirski nogometaš
- 18. februar – Gary Neville, angleški nogometaš
- 26. februar - Per-Johan Axelsson, švedski hokejist
- 9. marec – Roy Makaay, nizozemski nogometaš
- 11. marec – Buvaisar Saitiev, čečenski rokoborec, nastopa za Rusijo
- 15. marec – Veselin Topalov, bolgarski šahovski velemojster
- 18. marec – Kimmo Timonen, finski hokejist
- 20. marec - Isolde Kostner-Perathoner, italijanska alpska smučarka
- 24. marec – Thomas Johansson, švedski tenisač
- 3. april – Ivo Jan, slovenski hokejist
- 27. april – Kazuyoshi Funaki, japonski smučarski skakalec
- 2. maj – David Beckham, angleški nogometaš
- 5. maj – Giovanni van Bronckhorst, nizozemski nogometaš
- 7. maj – Sigfús Sigurðsson, islandski rokometaš
- 8. maj  – Jussi Markkanen, finski hokejist
- 22. maj – Janne Niinimaa, finski hokejist
- 25. maj – Klemen Mohorič, slovenski hokejist
- 31. maj  – Toni Nieminen, finski smučarski skakalec
- 5. junij – Urban Franc, slovenski smučarski skakalec
- 6. junij – Niklas Sundström, švedski hokejist
- 7. junij – Allen Iverson, ameriški košarkar
- 9. junij – Renato Vugrinec, slovenski rokometaš
- 9. junij – Kasper Nielsen, danski rokometaš
- 10. junij – Risto Jussilainen, finski smučarski skakalec
- 25. junij – Vladimir Kramnik, ruski šahist
- 25. junij – Albert Costa, španski tenisač
- 29. junij - María José Rienda Contreras, španska alpska smučarka
- 30. junij – Ralf Schumacher, nemški dirkač formule 1
- 4. julij – Milan Osterc, slovenski nogometaš
- 5. julij – Hernán Crespo, argentinski nogometaš
- 5. julij – Ai Sugijama, japonska tenisačica
- 8. julij - Lilian Kummer, švicarska alpska smučarka
- 17. julij – Marko Tušek, slovenski košarkar
- 20. julij – Ray Allen, ameriški košarkar
- 25. julij – Evgeni Nabokov, ruski hokejski vratar
- 6. avgust - Katja Koren, slovenska alpska smučarka
- 6. avgust - Renate Götschl, avstrijska alpska smučarka
- 23. avgust - Jarkko Ruutu, finski hokejist
- 25. avgust - Rene Mlekuž, slovenski alpski smučar
- 16. september - Petra Haltmayr, nemška alpska smučarka
- 20. september - Juan Pablo Montoya, kolumbijski dirkač
- 22. september - Alessandra Merlin, italijanska alpska smučarka
- 25. september - Daniela Ceccarelli, italijanska alpska smučarka
- 30. september - Laure Pequegnot, francoska alpska smučarka
- 4. oktober – Vasilij Žbogar, slovenski jadralec
- 9. oktober – Mark Viduka, avstralski nogometaš
- 12. oktober – Dušan Podpečan, slovenski rokometni vratar
- 12. oktober – Marion Jones, ameriška atletinja
- 14. oktober – Floyd Landis, ameriški kolesar
- 3. november – Marta Dominguez, španska atletinja
- 4. november – Edvard Kokšarov, ruski rokometaš
- 4. november – Zoran Jovičič, slovenski rokometaš
- 10. november – Markko Märtin, estonski rally dirkač
- 24. november – Spasoje Bulajič, slovenski nogometaš
- 5. december - Aleksander Knavs, slovenski nogometaš
- 14. december - Zoran Lubej, slovenski rokometaš
- 15. december - Cosmin Contra, romunski nogometaš
- 30. december – Tiger Woods, ameriški golfist

## Smrti športnih osebnosti
- 12. januar: Ernesto Maserati, italijanski dirkač in avtomobilski inženir (* 1898)
- 2. marec: Renato Bracci, italijanski veslač (* 1904)
- 28. marec: Marie Wagner, ameriška tenisačica (* 1883)
- 5. april: Harold Osborn, ameriški atlet (* 1899)
- 12. april : Alf Andersen , norveški smučarski skakalec (* 1906)
- 13. april : Emil Bergman, švedski hokejist (* 1908)
- 7. maj: Franz Bistricky, avstrijski rokometaš (* 1914)
- 5. junij: Paul Keres, estonski šahovski velemojster (* 1916)
- 19. avgust: Mark Donohue, ameriški dirkač Formule 1 (* 1937)
- 19. avgust: Frank Shields, ameriški tenisač (* 1909)
- 24. september: Allan Shields, kanadski profesionalni hokejist (* 1907)
- 27. september: Börje Löfgren, švedski hokejist (* 1926)
- ? september: Rudi Ball, nemški hokejist (* 1910)
- 16. oktober: Per Gunnar Jonson, norveški smučarski skakalec in direktor fotografije (* 1910)
- 31. oktober: Alfred Heinrich, nemški hokejist (* 1906)
- 17. november: Giuseppe Crivelli, italijanski veslač in tekmovalec v bobu (* 1900)
- 29. november: Graham Hill, angleški dirkač formule 1 (* 1929)
- 29. november: Anthony Brise, britanski dirkač Formule 1 (* 1952)
- † 1975: Bruno Müller, nemški veslač (* 1902)